# 鼻音

調音方法

気流の妨害度

阻害音
破裂音
破擦音
摩擦音
共鳴音
ふるえ音
はじき音
接近音

気流の通路
中線音
側面音
口蓋帆の状態
口音
口鼻音
鼻音
気流機構
肺臓気流
吸気音
呼気音

非肺臓気流
放出音
入破音
吸着音

▶ 調音部位

鼻音（、英: nasal）は口腔が閉鎖され鼻腔のみが開放された状態で鳴る声である。

## 概要
鼻音は口腔を閉鎖し鼻腔を開放し、鼻の通気のみで出す音である（⇒ #定義）。鼻腔を閉鎖し口腔を開放する口音、また、口腔・鼻腔ともに開放する鼻音化口音と対比される（⇒ #関連語）。鼻音は調音の観点から口蓋帆の下制を伴う閉鎖音・破裂音に分類され（⇒ #調音）、音響の観点でもアンチフォルマント等の特徴がある（⇒ #音響）。様々な単音が鼻音に分類でき（⇒ #分類）、多くの言語で鼻音が音素として用いられている（⇒ #音素）。

## 定義
鼻音は声の一種であり、口腔が閉鎖され外界に開いておらず、かつ、鼻腔が開放され外界に開いている状態で発音されたものである。

### 関連語

#### 口音
口音（、英: oral）は鼻音と対比される概念である。口音は鼻腔が閉鎖され口腔のみが開放された状態で鳴る声であり、鼻音と真逆である。

#### 鼻音化口音
鼻音化口音は鼻音と関連した別の概念である。鼻音化口音は鼻腔・口腔ともに開放された状態で鳴る声であり、鼻音と口音のあいだに位置づけられる。なお、一部文献では広義の鼻音に鼻音化口音を含める（広義の鼻音を「鼻腔が開放された声」と定義する）。

## 調音

### 口蓋帆の下制
鼻音は口蓋帆の下制を伴う。
生理状態の鼻腔は外界側へ常に開いており、逆に喉頭側は口蓋帆の下制・挙上で開閉制御されている。鼻音はその定義から鼻腔が必ず開放されているため、鼻音を発音するためには口蓋帆が必ず下制される。

### 調音方法
気流の妨害の仕方から分類された調音方法としては完全な閉鎖を作る破裂音に相当する。したがって、鼻音を破裂鼻音と呼び、口音の破裂音を破裂口音と呼ぶことがある。鼻音でも、次の母音にわたる瞬間には口腔内の閉鎖が開放され破裂が起こっている。これは有声鼻音では顕著ではないが、無声鼻音では聞き取ることができる。

## 音響
鼻音は口音と区別される音響的特徴をもつ。

### アンチフォルマント
鼻音の音波ではアンチフォルマントが観察される。
鼻音では鼻腔の開放と口腔の閉鎖により、鼻腔側が主声道となり口腔側が行き止まりの side branch となる。side branch での口腔共鳴エネルギーが外部へ放出されないことで鼻音にはアンチフォルマントが生まれるとされる。

## 分類
鼻音は様々な単音に分類できる。以下は国際音声記号に基づく鼻音の分類である：
- [m] - 両唇鼻音
- [ɱ] - 唇歯鼻音
- [n] - 歯茎鼻音
- [ɳ] - そり舌鼻音
- [ȵ] - 歯茎硬口蓋鼻音
- [ɲ] - 硬口蓋鼻音
- [ŋ] - 軟口蓋鼻音
- [ɴ] - 口蓋垂鼻音

中国語学では歯茎硬口蓋鼻音の記号（nの右下にループを作った記号 [ȵ] - Unicode 4.0に対応しているフォントであれば表示可能）を多用する。

## 音素
鼻音は様々な言語で音素として利用される。
ビルマ語（たとえば မှာ /m̥à/〈通達する〉、နှာ /n̥à/〈鼻〉、ငှား /ŋ̊á/〈貸し借りする〉）、ウェールズ語、アイスランド語などの例外を除き、ほとんどの言語では音素として有声鼻音しか存在しない。したがって、国際音声記号でも有声鼻音にはそれぞれ独立した記号が用意されているが、無声鼻音には記号が作られていない。無声鼻音は鼻音字母に無声の補助記号[ ̥]を下または上に加えて[m̥]のように記述する。
なお、鼻母音は鼻音ではなく口鼻音である。

### 日本語の鼻音音素
日本語標準語では以下の4つの音素が鼻音である：
- な行音の頭子音/n/, /ɲ/
- ま行音の頭子音/m/
- が行の鼻濁音の頭子音/ŋ/
- 口の通気を完全に閉鎖する音（破裂音、破擦音、鼻音）の直前および語尾に発音される撥音（「ん」）。ただし、語尾の撥音は鼻母音として発音されることがある。

## 非鼻音化
非鼻音化は、一般的には病理的なものを指す。鼻音や鼻母音を調音している途中で、気流を鼻腔へ送ることができずに鼻音の音価が失われる現象を非鼻音化と呼ぶ。風邪を引いて鼻が詰まったときに表れる、一般に「鼻にかかった声」「鼻声」と呼ぶものがこれに相当する。鼻声とは、音声学的には、口蓋帆は下がっていて後鼻孔（鼻の奥からのどへ抜ける穴）は開いているにもかかわらず、気流は前鼻孔（鼻の穴）から外へ抜けることができないので、鼻音をうまく調音できず、音が鼻腔にこもったように共鳴しながら、部分的に口音化した音である。前鼻孔が開放していない点で響きはやや異なるが、鼻腔に共鳴させる点では鼻音化した口音と類似する。表現する記号として、拡張IPAで補助記号[  ͊ ]が用意されており、[m͊]のように記述する。
言語の歴史的な音韻変化の途中でも、部分的な非鼻音化が起こる場合がある。鼻音の調音途中で口蓋帆が上がり後半部分が有声破裂口音として発音される。日本語の漢字音で呉音で鼻音であったものが、漢音では破裂口音として伝わっているものがあり（例えば「馬」は呉音が「マ」、漢音が「バ」）、これは唐代の中国語に起こった非鼻音化を反映しているといわれる。